# アレクセイ・クレショフ
アレクセイ・ウラジーミロヴィチ・クレショフ（ロシア語: Алексей Владимирович Кулешов、1979年2月24日 - ）は、ロシアの男子バレーボール選手。ベルゴロド出身。ポジションはミドルブロッカー。元ロシア代表。

## 来歴
1996年、ロシアスーパーリーグのイスクラ・オジンツォボへ入団。翌年移籍したロコモティフ・ベロゴリエでは、リーグ優勝、ロシアカップ優勝、欧州チャンピオンズリーグ（2003年、2004年）の優勝に貢献し、2003-2004シーズンのロシアリーグMVPに選ばれた。2004年に移籍したディナモ・モスクワでも、リーグ優勝とロシアカップ優勝を経験。2007年から古巣のイスクラ・オジンツォボに所属し、2013年に移籍したグベールニヤ・ニジニ・ノヴゴロドでは初出場の2014年CEVカップでファイナル進出に貢献した。
1998年ユース欧州選手権、1999年ユース世界選手権での優勝を経て、ロシア代表のミドルブロッカーに選出。1998年ワールドリーグで代表デビューを飾り、2000年シドニーオリンピックで銀メダル、2004年アテネオリンピック、2008年北京オリンピックで銅メダル獲得に貢献した。
また、アテネオリンピック、2002年ワールドリーグ、2006年世界選手権で、それぞれベストブロッカー賞を受賞した。

## 球歴
ナショナルチーム代表歴
- オリンピック - 2000年（銀メダル）、2004年（銅メダル）、2008年（銅メダル）
- 世界選手権 - 2002年（銀メダル）
- ワールドカップ - 2007年（銀メダル）
- ワールドリーグ - 2002年（優勝）、2000年、2007年（準優勝）、2006年、2008年、2009年（3位）
- 欧州選手権 - 2005年、2007年（準優勝）、2001年、2003年（3位）

クラブチーム優勝歴
- ロシアリーグ - 1997年、2000年、2002年、2003年、2004年、2006年
- ロシアカップ - 1998年、2003年、2006年
- 欧州チャンピオンズリーグ - 2003年、2004年

## 所属クラブ
- イスクラ・オジンツォボ（1996-1997年）
- ロコモティフ・ベロゴリエ（1997-2004年）
- ディナモ・モスクワ（2004-2007年）
- イスクラ・オジンツォボ（2007-2013年）
- グベールニヤ・ニジニ・ノヴゴロド（2013-2015年）
- ゼニト・カザン（2015-2016年）